# All About Jazz
All About Jazz est un site américain consacré au jazz créé par Michael Ricci en 1995. Une équipe bénévole publie nouvelles, critiques d'albums, articles, vidéos et annonces de concerts.

## À propos du site
Passionné de jazz, musicien amateur avec quelques notions de programmation, Michael Ricci a créé All About Jazz en 1995,.
D'après Ricci, le site a eu 1,3 million de lecteurs par mois en 2007, une autre source affirmant que le site a 500 000 lecteurs par mois.
En 2014, le site lance un magazine du même nom, lisible sur le net.
Ricci a également créé un site lié annonçant des concerts de jazz, jazznearyou.com.

## Récompenses
La Jazz Journalists Association (en) a élu All About Jazz meilleur site consacré au jazz pendant treize années consécutives entre 2003 et 2015, année de la disparition de la catégorie.
En 2016, Ricci reçoit le Jazz Bridge Ambassador Award pour son apport au jazz à Philadelphie.